# Roteiro
Roteiro este un oraș în statul Alagoas (AL) din Brazilia. În cinstea lui, modelul de minge cu care s-a jucat Campionatul European de Fotbal 2004 din Portugalia a fost denumită Roteiro.